# Korskyrka

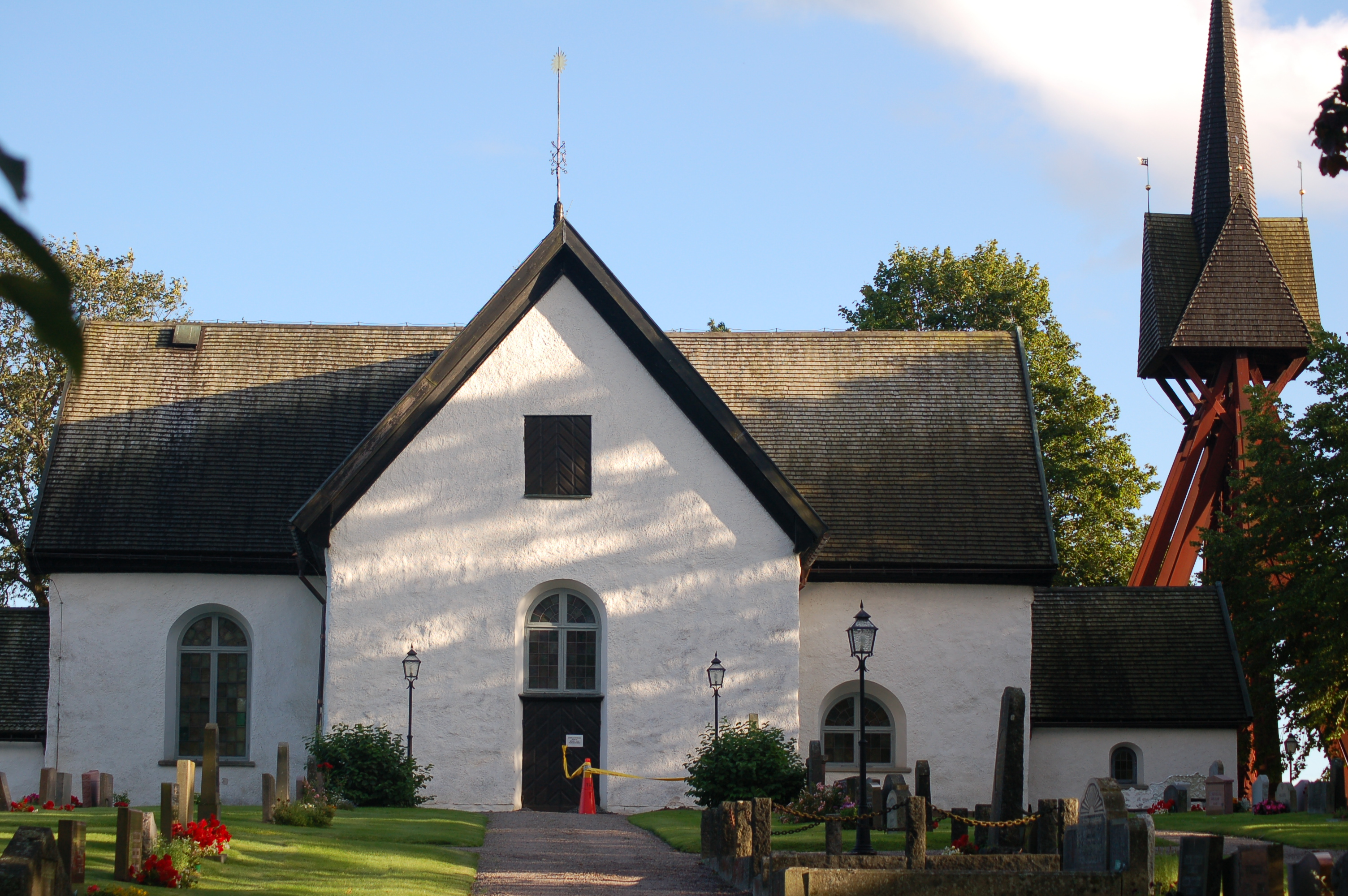
Barnarps kyrka i Småland är en korskyrka.

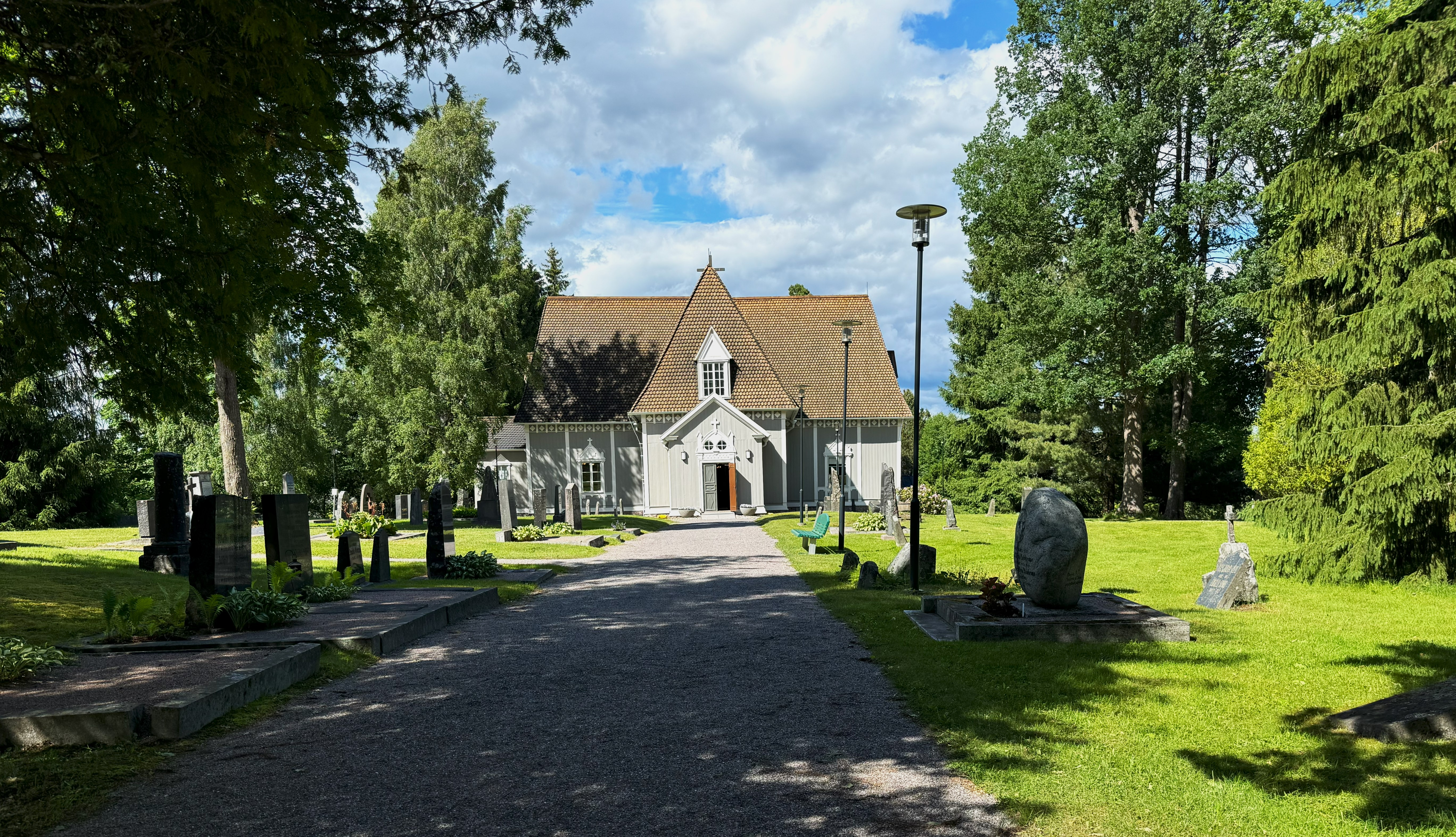
Tusby kyrka, en korskyrka från 1734.

En korskyrka är en typ av kyrkobyggnad. Byggnaden har ett tvärskepp så att den i det vågräta planet har formen av ett grekiskt kors. Uttrycket är särskilt tillämpbart på kyrkor där de fyra korsarmarna är lika långa och korsformen också tydligt framträder utåt, så kallade korskupolkyrkor.
Korskyrkor är inte utmärkande för någon viss stilperiod. Ibland har enskeppiga långhuskyrkor genom tillbyggnad mot norr och söder av framspringande kor omformats till korskyrkor. Detta har inte varit ovanligt i Sverige.